# Looking for the Summer
Looking for the Summer is een nummer van de Britse zanger Chris Rea uit 1991. Het is de derde single van zijn elfde studioalbum Auberge.
Het nummer gaat over een man wiens dochter in haar tienerjaren zit, en steeds verder van hem afdwaalt. "Looking for the Summer" bereikte de 49e positie in het Verenigd Koninkrijk. In Nederland haalde het nummer de 2e positie in de Tipparade.